# Bremer Tracht (17. Jahrhundert)

Bremer Trachten um 1650

Spricht man heute von einer Tracht, so sind damit im eigentlichen Sinne Volkstrachten gemeint, die in Deutschland von der „bäuerlichen“ Landbevölkerung noch bis ins 20. Jahrhundert hinein getragen wurden. Zu diesem Thema finden sich ausführliche Informationen unter Tracht (Kleidung).
Mit dem Begriff Bremer Tracht ist in Bremen jedoch eine bürgerliche Kleidung (Mode) gemeint gewesen, die in den Kleiderverordnungen und Chroniken des 17. Jahrhunderts der Stadt beschrieben wird.
Die Form und das Aussehen dieser Kleidung wies deutlich städtische Merkmale (holländischer Einfluss) auf, die in den Kleiderverordnungen des 16. und auch 17. Jahrhunderts für die verschiedenen Stände in aller Ausführlichkeit festgelegt waren. Stilelemente aus der damaligen Mode flossen zwar immer wieder in die Bremer Tracht mit ein, ohne aber dabei den eigentlichen Charakter und das Aussehen zu verändern. In alten Aufzeichnungen heißt es, dass die Bremer Tracht in ihrer Gesamtwirkung sehr reich und anmutig ausgesehen hat. Nach der Mitte des 17. Jahrhunderts gehörte diese Tracht aber schon nicht mehr zum alltäglichen Bild in Bremen, da sie nach und nach „außer Gebrauch“ gekommen war.
1656 dokumentierte der Bremer Chronist Peter Koster durch Illustrationen, „wie die Frauenspersonen in ihrer alten Bremer Tracht einhergegangen“ sind. Diese Bilder finden sich heute in vielen Geschichtsbüchern und Chroniken der Freien Hansestadt Bremen wieder.

## Die Frauentracht

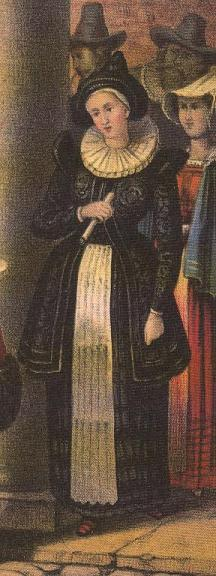
Bremer Tracht vor dem dreißigjährigen Krieg

Zur Tracht gehörte ein schwarzer oder roter Rock, der in Falten gearbeitet war und der dem Stand der Trägerin entsprechend mit mehreren schwarzen Samtstreifen besetzt sein konnte.
Wurden zwei Röcke übereinander getragen, so wurde an dem oberen Rock, der kürzer war als der untere, ein Schnürleibchen eingearbeitet, dessen Brusttuch aufwendig gearbeitet war und über dem sich breite Schnüre (sog. Snörlitzen) kreuzten, durch die wiederum Ketten durchgeschlungen wurden. Bei den reicheren Ständen waren diese Ketten aus Silber und gehörten ebenso wie ein lang herabhängender Schmuckgürtel zur prunkvollen Auszier der Kleidung.
Eine weiße Schürze, die mehr zur Zierde als zum Schutz getragen wurde, vervollständigte das Bild der Bremer Tracht. Je feiner und transparenter das gewebte Leinen war, desto wohlhabender war die Familie, aus der die Trägerin stammte.
Eine bis zur Hüfte ragende Ärmeljacke aus schwarzem Seiden-Damast mit üppigen Ärmelpuffern bildete das Oberteil.
Typisch für diese Art der Bremer Tracht ist auch die große Mühlensteinkrause, die sich zur damaligen Zeit auch in der Mode wiederfindet.
Durch den sog. „Weiberspeck“, einen ringförmigen, mit Werg gefüllten Wulst, wurde die Hüfte der Trägerin betont.
Zu dieser Tracht wurden flache, rotbestickte Schlupfschuhe getragen. Zur Auszier gehörte außerdem ein pelzverbrämter Muff.
Diese beschriebene Kleidung hatte zugleich etwas Solides und Bodenständiges. Die verarbeiteten Materialien waren stets von schwerer, haltbarer und kostbarer Qualität.
Als nach dem westfälischen Frieden die französischen Moden aufkamen, kleideten sich auch die Bremer Frauen der Mode entsprechend, „indem sie nie wußten, was die neuen Moden eines Tages bringen würden“.

### Kopfbedeckung
Die Bremerin trug zu besonders hohen Festtagen und besonderen Anlässen eine große, schwarze Ohrenhaube, die im Bremischen als „Perlenbintze“ bezeichnet wurde. Die Form dieser Haube war kegelförmig, mit auslaufenden Kopfteil, das reichlich mit schwarzen Perlen bestickt war. Ringsherum wurde sie mit Pelz verbrämt.

### Tiphoike
Das Charakteristische der Bremer Tracht war die Tiphoike. Dieser schwarze Mantel, der über den Kopf gehängt wurde und daher auch als Kopfmantel bezeichnet werden könnte, bedeckte bei den Frauen aus der Unterschicht nur die Arme; bei den Frauen aus der Oberschicht war er jedoch so lang wie ein Kleid und auf dem Kopf mit einem langen Horn oder einer hohen Quaste versehen.

## Bildmaterial
- Das Bremer Landesmuseum für Kunst- und Kulturgeschichte (Focke-Museum) verfügt in seinen Sammlungen über diverse Porträts und Bilder Bremer Persönlichkeiten, auf denen man die Bremer Tracht näher studieren kann.
  - Darstellung der Stadt Bremen mit Hochzeitszug, 1618, unbekannter Maler
  - Hochzeitszug vor dem Roland, 1661, J. Landwehr
  - Christina Graevaeus, 1636, W. Heimbach
  - Gesche Meier, 1652 unbekannter Maler
  - Margarete Schweling, 1664, F. Wulffhagen

- Im Bremer Staatsarchiv finden sich die alten Chroniken von Peter Koster, welche mit diversen Zeichnungen und Illustrationen versehen sind.
  - Hochzeitszug vor dem Dom
  - Bremerin mit Tiphoike, 1656, P. Koster
  - Bremerin mit Perlbintze, 1656, P. Koster

## Sammlungen
- Bremer Landesmuseum für Kunst- und Kulturgeschichte (Focke-Museum)
  - Puppe der Rebecca von Post aus dem Jahre 1763
  - Perlenbintze

- Die Sammlung „Die Trachtenpuppen des Jungdeutschen Ordens“, Bestand Historisches Museum der Stadt Bielefeld
  - Puppe Bremer Bürgerin mit Perlbintze
  - Puppe Bremer Bürgerin mit Tiphoike